# Damsel
Damsel es una película estadounidense western de comedia escrita y dirigida por David Zellner y Nathan Zellner. Es protagonizada por Robert Pattinson y Mia Wasikowska. La película se estrenó en el Festival de Cine de Sundance de 2018 el 9 de enero de 2018 y fue estrenada el 22 de junio de 2018 por Magnolia Pictures y Great Point Media.

## Sinopsis
Samuel Alabaster, un próspero pionero, se aventura a cruzar la frontera estadounidense para casarse con el amor de su vida, Penélope. Atraviesa el Salvaje Oeste con un borracho y un caballo miniatura llamado Butterscotch; sin embargo, su viaje, una vez simple, se vuelve traicionero, y pronto las líneas entre héroes, damas y villanos se vuelven borrosas. 

## Reparto
- Robert Pattinson como Samuel Alabaster.
- Mia Wasikowska como Penelope.
- Robert Forster como Old Preacher.
- David Zellner como Parson Henry.
- Nathan Zellner como Rufus Cornell.
- Joseph Billingiere como Zacharia.

## Producción
David y Nathan Zellner reunieron a los tres miembros principales del reparto junto con 27 miembros del equipo y 70 extras. El rodaje se fijó para durar 32 días. La mayor parte de la película se rodó en Utah, lo que proporcionó incentivos fiscales para la producción. En una entrevista, Pattinson describió la película como "una especie de comedia slapstick".

### Rodaje
La fotografía principal comenzó el 11 de julio de 2016 en Wasatch Range en el condado de Summit, Utah. La filmación se mudó a Oregón a finales de agosto de 2016. Las escenas fueron filmadas con Pattinson y Wasikowska en la costa de Oregón el 25 de agosto de 2016, después de lo cual se terminó la filmación.

### Música
En febrero de 2017, David Zellner confirmó a través de una publicación de Instagram que The Octopus Project banda sonora de la película. En marzo de 2017, el propio Pattinson confirmó que también está contribuyendo a la música de la película.
En febrero de 2018, se anunció que Russell Mael de la banda Sparks participó en un papel de canto.